# Rue Lekain (Paris)
Pour les articles homonymes, voir Rue Lekain.
La rue Lekain est une voie du 16e arrondissement de Paris, en France.

## Situation et accès
La rue Lekain est une voie publique située dans le 16e arrondissement de Paris. Elle débute au 29, rue de l'Annonciation et se termine au 2, place Chopin.

## Origine du nom

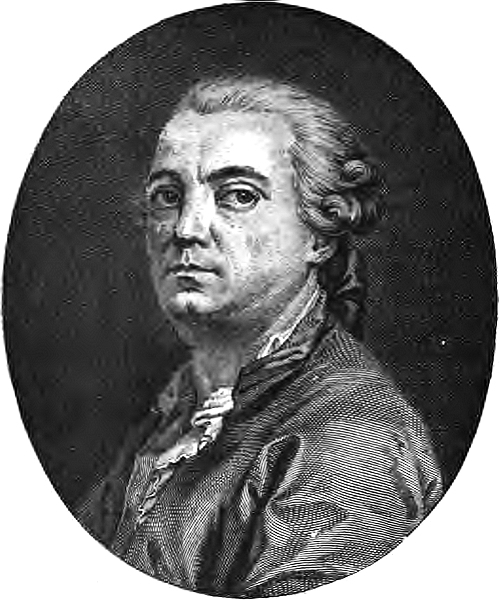
Portrait de Lekain.

Elle porte le nom du tragédien français Henri Louis Cain, dit Lekain (1729-1778).

## Historique
Cette voie, située dans l'ancienne commune de Passy, est ouverte entre 1836 et 1839, comme les rues Singer, Saint-Philibert et Neuve-Bois-le-Vent, sur les terrains des anciennes dépendances du château de Boulainvilliers et de l'hôtel de Valentinois, acquis par l'industriel David Singer. Elle porte initialement le nom de « rue de la Fontaine », en raison d'une fontaine qui se trouvait alors au croisement avec la rue Singer,.
Classée dans la voirie parisienne en vertu d'un décret du 23 mai 1863, elle prend sa dénomination actuelle par un décret du 24 août 1864.

## Bâtiments remarquables et lieux de mémoire
- Nos 3-5 : ancien cimetière de Passy (à ne pas confondre avec le nouveau cimetière de Passy), également appelé le « petit cimetière Delessert ».
Il s'agit à l'origine du cimetière paroissial de Passy, dépendant de l'église toute proche. Il est aménagé vers 1670 au croisement de la rue de l'Annonciation et de la rue Lekain, couvrant les numéros impairs de cette dernière voie. Le compositeur Niccolò Piccinni y est notamment enterré. Devenu trop étroit, et si peu profond que l'odeur des cadavres indisposait le voisinage, il est fermé au public en 1802 par décision du conseil municipal de Passy. Pour financer l'aménagement du nouveau cimetière de Passy, l'ancien est vendu en 1803 à Marguerite-Madeleine Delessert, où son mari était enterré.
De la chaux vive est versée sur une partie du sol, qui est loti. Ne reste qu'une parcelle accessible par le 27 rue de l'Annonciation et les 3-5 rue Lekain, formant un cimetière privé réservé aux seules dépouilles de la famille Delessert, de confession protestante. En 1872 est créée la fondation Delessert-Bartholdi ; une chapelle et un dispensaire géré par des diaconesses (fondation Delessert-Bartholdi) sont construits sur le site[3],[4].
En 1961, les ossements de douze membres de la famille Delessert sont transférés au cimetière de Passy[1],[5]. En 1964, un ensemble immobilier est construit sur le terrain de l'ancien cimetière ; il accueille la Maison de l'Annonciation, qui dépend du temple de Passy-Annonciation (inauguré en 1891 et situé plus au nord dans le quartier, rue Cortambert) ; la grande salle de la Maison, dont l'entrée principale est au 27 rue de l'Annonciation, est renommée Espace protestant Marc-Boegner en 2013[6].
- No 7 : immeuble de 1905 construit par l'architecte Charles Blanche.
- Nos 9-11 : siège de l'European Communication School jusqu'au milieu des années 2020.

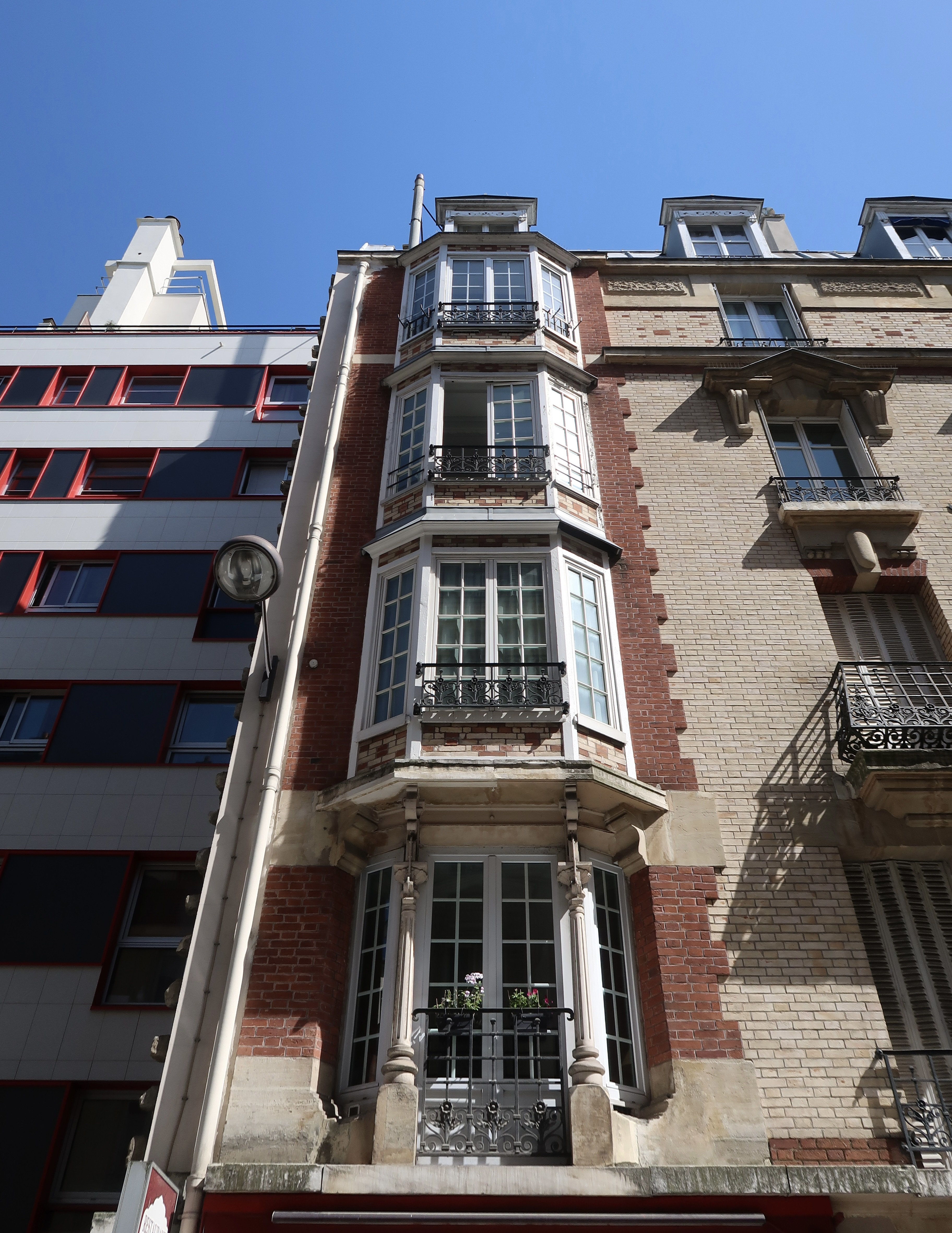
Bow windows au no 7.
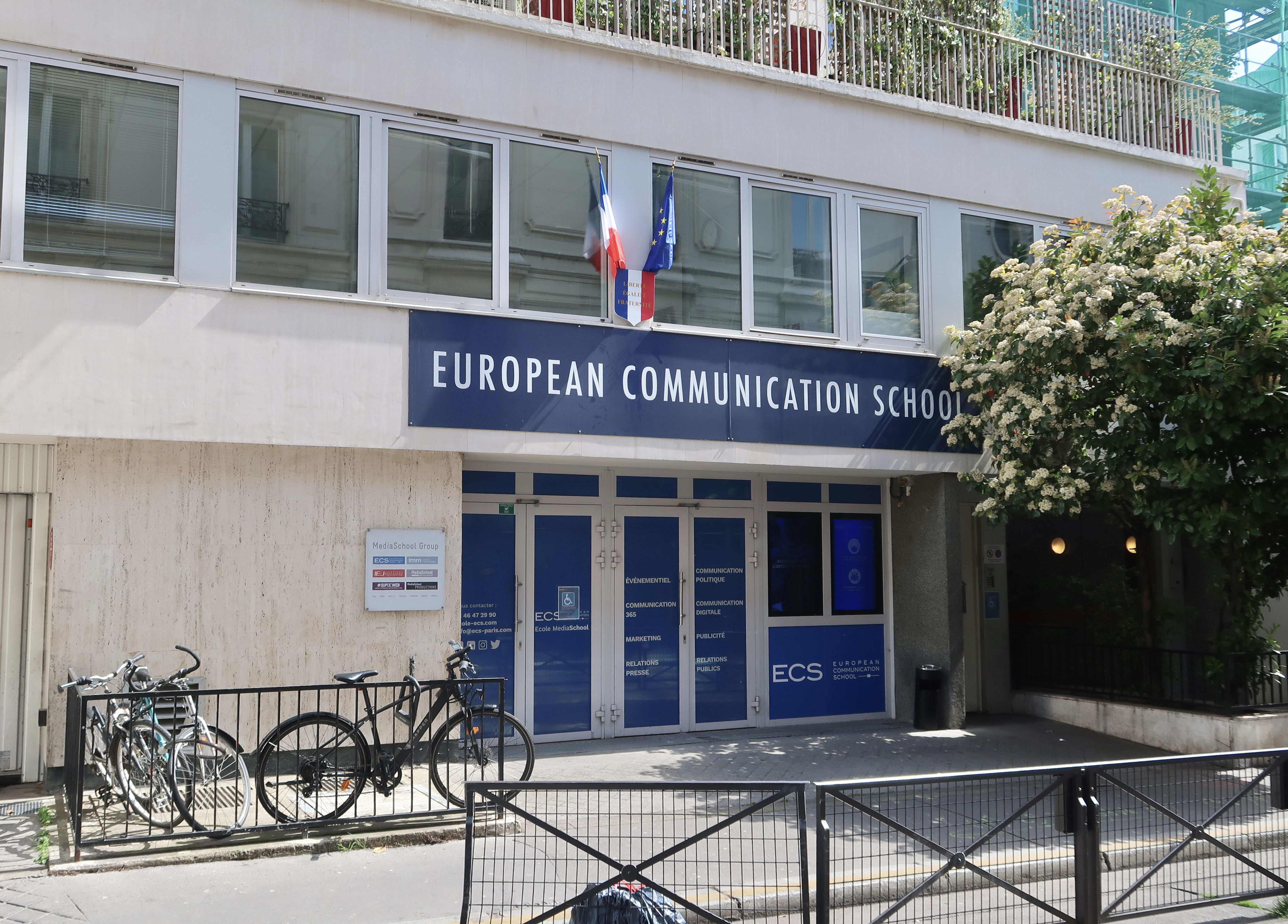
No 9.